# بید دل‌برگ
بید دل‌برگ (نام علمی: Salix cordata) نام یک گونه از سرده بید است.